# Agraecia nigrifrons
Agraecia nigrifrons är en insektsart som beskrevs av Ludwig Redtenbacher 1891. Agraecia nigrifrons ingår i släktet Agraecia och familjen vårtbitare. Inga underarter finns listade i Catalogue of Life.